# Calceolaria uniflora
Calceolaria uniflora là một loài thực vật có hoa trong họ Calceolariaceae. Loài này được Lam. mô tả khoa học đầu tiên năm 1791.

## Hình ảnh

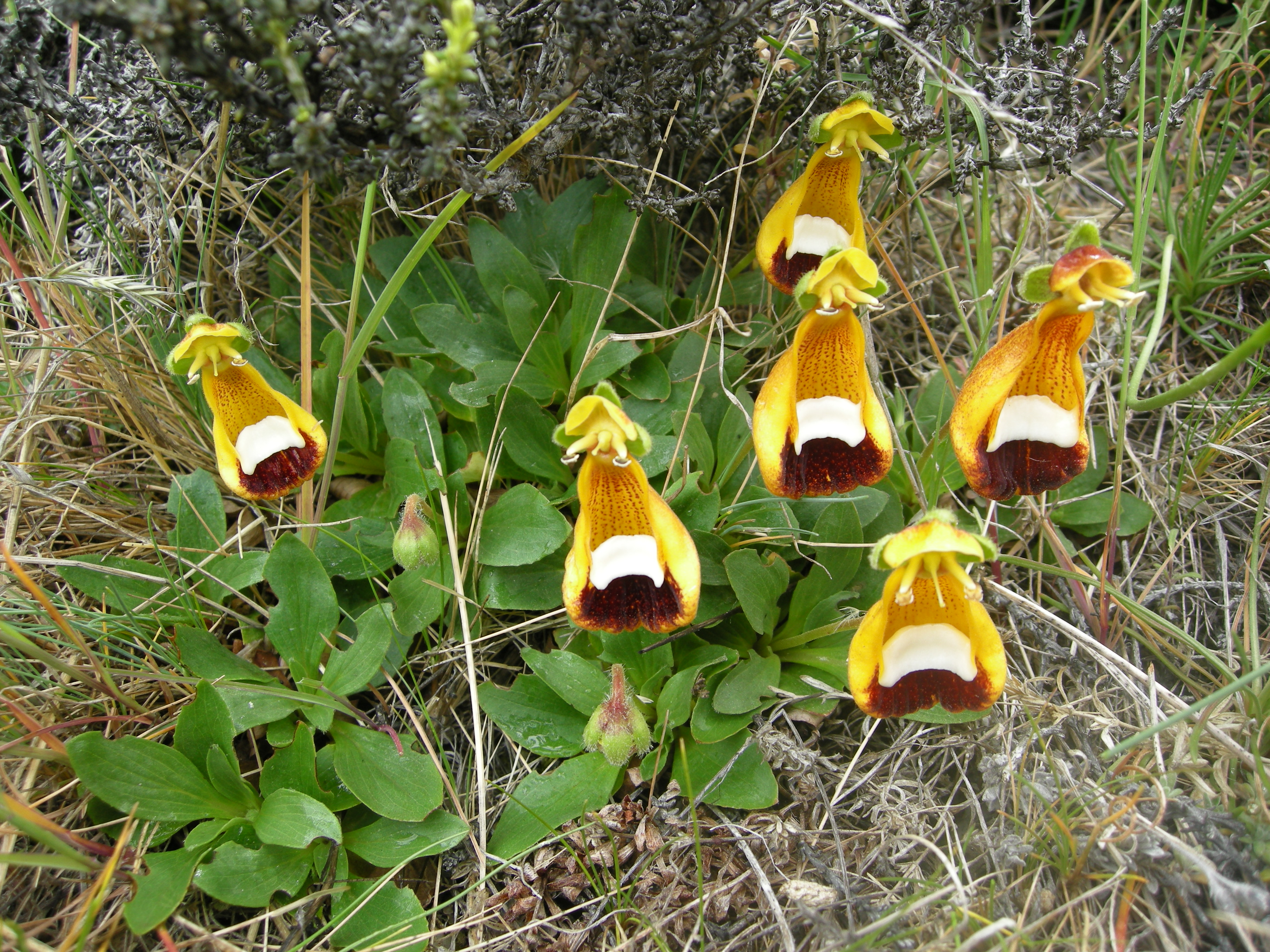
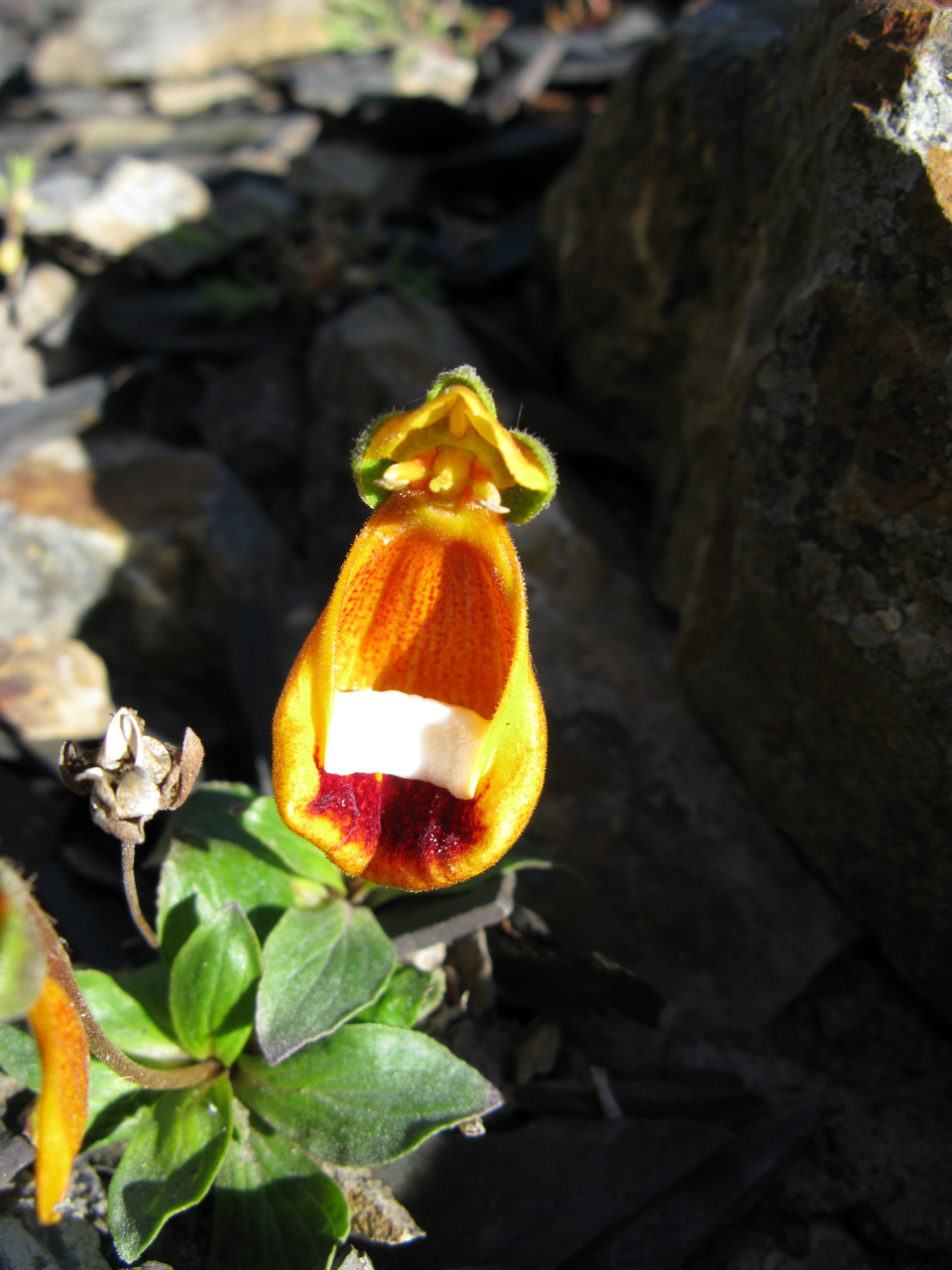
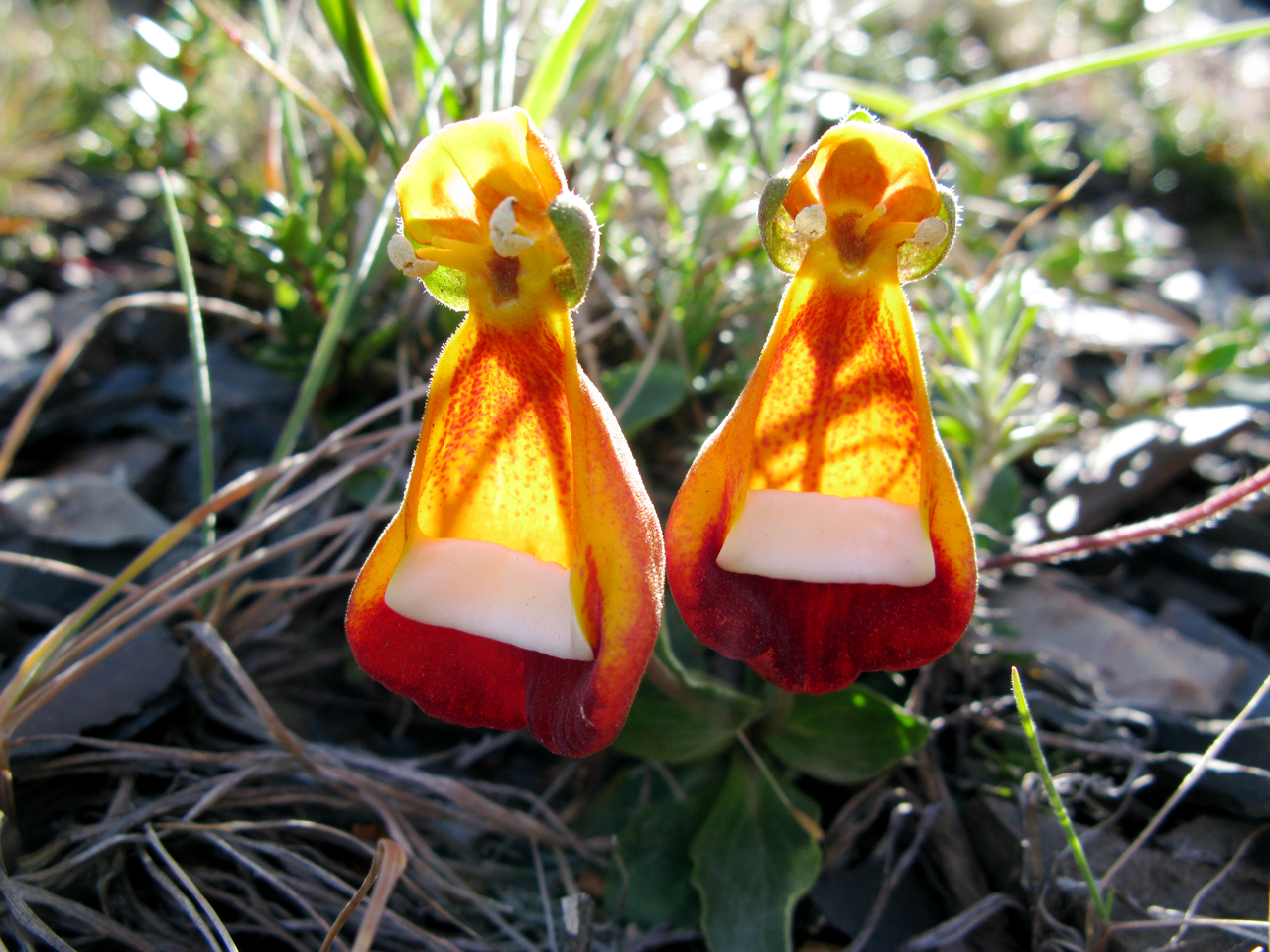
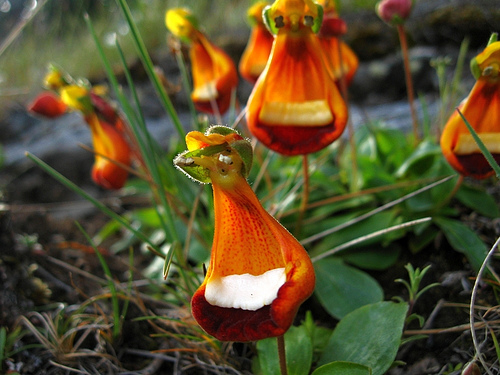